# Eois delicatula
Eois delicatula là một loài bướm đêm trong họ Geometridae.